# Star Trek: Typhon Pact
Star Trek: Typhon Pact ist eine 8-teilige Roman-Miniserie, die im späten 24. Jahrhundert des fiktiven Star-Trek-Universums spielt. Darin geht es um Konflikte zwischen der Vereinten Föderation der Planeten und ihren Verbündeten einerseits und mit dem Typhon-Pakt andererseits, einer aus sechs Nationen verschiedener Spezies bestehenden Macht, mit der sich die Föderation seit kurzem in einem kalten Krieg befindet. Die Miniserie stellt ein Crossover zwischen den Star-Trek-Romanreihen The Next Generation, Titan und Deep Space Nine dar und ist Teil der nach dem Kinofilm Star Trek: Nemesis stattfindenden, teilweise romanübergreifenden Handlung.
Die Romane erschienen auf Englisch von 2010 bis 2012 bei Pocket Books und auf Deutsch von 2013 bis 2014 bei Cross Cult. Der Teil Kampf ist ein Kurzroman, der nur als E-Book veröffentlicht wurde, wohingegen die anderen sieben Romane einen Umfang von je mehreren Hundert Seiten haben und auch gedruckt erschienen.

## Handlung
Die Romane spielen hauptsächlich in den Jahren 2381 bis 2383, der Zeit nach der Borg-Invasion, die in Star Trek: Destiny erzählt wurde und in deren Zuge sich der sog. Typhon-Pakt gegründet hatte (Siehe auch: Einzelschicksale). Die Handlung der Romane überschneidet sich teilweise zeitlich.

### Nullsummenspiel
Dieser Roman stammt von David Mack und spielt im Jahr 2382.
Ein Agent des Typhon-Paktes stiehlt Pläne für den neuartigen Slipstream-Antrieb aus dem Besitz der Sternenflotte. Um zu vermeiden, dass der Typhon-Pakt damit einen prototypischen Slipstream-Antrieb baut und damit gegenüber der Föderation zu viel Macht gewinnt, beauftragt Föderationspräsidentin Bacco den Sternenflottengeheimdienst damit, das Vorhaben des Typhon-Paktes zu verhindern. Der Dienst entsendet dazu Dr. Julian Bashir und Sarina Douglas, die als gentechnisch aufgewertete Menschen über besondere Fähigkeiten verfügen, zu einem verdeckten Einsatz. Getarnt als Breen, lassen sich die beiden durch die U.S.S. Aventine in Breen-Gebiet bringen. Bashir und Douglas begeben sich auf den Breen-Planeten Salavat und versuchen dort, die Schiffswerft zu finden, in der das prototypische Raumschiff mit Slipstream gebaut wird. Dabei erhalten sie Hilfe von Breen-Dissidenten, zudem verlieben sie sich ineinander. Während des Undercover-Einsatzes auf Salavat sind die beiden gezwungen, auch Morde zu begehen. Das Breen-Militär kommt den Infiltratoren bald auf die Spur. Als die beiden in einem als Recycling-Anlage getarnten Gebäudekomplex sind, beginnen die Breen planetenweit nach ihnen zu suchen. Dadurch voneinander getrennt, kommt Douglas in Haft und Bashir gelingt die Flucht an der Außenhülle eines Breen-Raumschiffs. Dieses fliegt zu der gesuchten Schiffswerft, welche sich auf einem Asteroiden im Asteroidengürtel des Alrakis-Systems befindet. Während Douglas andernorts von den Breen verhört und per Neuralknüppel schrecklich gefoltert wird, sabotiert Bashir die Werft und leitet einen Kernbruch ein. Als der Kernbruch erfolgt, werden das prototypische Slipstream-Raumschiff zerstört und der leitende Breen-Ingenieur getötet. Dieser konnte aber zuvor und als Bashir die Daten mit den Entwicklungsplänen vernichtete, von diesen Daten andernorts eine Sicherungskopie speichern. Bashir und Douglas, die sich aus ihrer Haft befreien konnte, kehren wieder auf die Aventine zurück. Bacco streitet offiziell jede Verantwortung der Föderation für die Operation ab.

### Feuer
Dieser Roman stammt von Michael A. Martin und spielt in den Jahren 2381 und 2382.
Die Kriegerkaste der xenophoben, reptiloiden Spezies Gorn hat durch eine Naturkatastrophe ihr Brutgebiet verloren. Auf der Suche nach einem Ersatzplaneten für das Brutgebiet werden die Gorn auf den Planeten Hranrar im Beta-Quadranten aufmerksam. Diesen will eine Gorn-Flotte unter Führung des Captains Krassr mittels Terraforming nutzbar machen und dabei den Tod von Millionen Bewohnern, den Hranrarii, in Kauf nehmen. Der Gorn S'syrixx ist gegen diesen Plan und sabotiert dazu die in Hranrars Orbit positionierte Plattform Brahma-Shiva, die den Gorn als Mittel für das Terraforming dienen soll. Krassr verurteilt ihn daraufhin zum Tode und lässt ihn, in der Annahme er sei tot, ins All stoßen. Er wird lebend von der U.S.S. Titan geborgen, erhält dort – trotz der Befürchtung der Offiziere, er sei ein Spion – Asyl und wird dazu veranlasst, seine Vorurteile gegenüber den Menschen und der Föderation zu überdenken. Riker und die Titan-Offiziere sind gegen Krassrs Plan und wollen den Genozid verhindern, jedoch ohne die Oberste Direktive zu verletzen. Um im Falle einer Auslöschung der Planetenbewohner möglichst viel Wissen über die Hranrarii für die Nachwelt zu bewahren, begibt sich ein Außenteam der Titan auf den Planeten, getarnt als Einheimische. Während sich die Titan vor den Gorn versteckt und die Gorn daran arbeiten, die sabotierte Plattform einsatzbereit zu machen, nähert sich eine Raumschiffflotte des Typhon-Paktes dem Planeten. Es stellt sich heraus, dass S'syrixx gegen die Zerstörung der Plattform ist, weil er darauf eine intelligente, als Gott verehrte Lebensform vermutet. Zudem will er im Gegensatz zu Krassr, der die bisherige Kriegerkaste mit ihren aktuellen Eigenschaften fortbestehen lassen will, eine weiter entwickelte, intelligentere Kriegerkaste schaffen. Es kommt zum Kampf zwischen einem mit S'syrixx verbündeten Gorn-Raumschiff, das die Plattform erhalten will, und Krassrs Flotte, die sie benutzen will. Dabei wird die Plattform zerstört. Die Titan vermittelt zwischen den Gorn und den Hranrarii und erreicht eine Chance, der zufolge die Gorn den Planeten ohne Terraforming, aber mit geringfügigen Veränderungen an ihrem Genom als Brutplatz nutzen dürfen. Die Titan flüchtet vor der eintreffenden Flotte des Typhon-Paktes.

### Bestien
Dieser Roman stammt von David R. George III., beginnt noch während der Borg-Invasion 2381 und endet kurz nach Beginn des Jahres 2382.
Einige Wochen nach dem Ende der Borg-Invasion in das Föderationsgebiet lässt sich Benjamin Sisko als Captain über die U.S.S. Robinson einsetzen, mit der er entlang der romulanischen Grenze patrouilliert. Sisko hatte zuvor im Kampf seinen Kollegen Elias Vaughn schwer verletzt verloren, außerdem ist kürzlich sein Vater gestorben. Sisko sieht sich deshalb von den Propheten verlassen und bricht die Beziehung zu seiner Frau Kassidy ab, schließlich beantragt er die Scheidung von ihr.
Im Untergrund der romulanischen Hauptstadt Ki Baratan, wo Spock seine Bemühungen zur Wiedervereinigung zwischen Romulanern und Vulkaniern voranzutreiben hofft, verübt ein Remaner ein Mordattentat auf ihn, wobei Spock schwer verletzt wird. Der Remaner stirbt durch ein Giftpflaster auf seiner Haut, sein Motiv für das Attentat bleibt unklar. Als Spock den toten Remaner beim romulanischen Sicherheitspersonal abgeben will, wird er wegen unerlaubten Aufenthalts verhaftet. Praetorin Tal Aura scheint seine Wiedervereinigungsbemühungen zu unterstützen, lässt ihn frei und stattet ihn mit einem Besuchervisum aus. In mehreren öffentlichen Reden wirbt er um sein Vorhaben. Vor allem dadurch kommen viele Romulaner zu der Meinung, dass eine Wiedervereinigung beider romulanischer Staaten nötig sei. Spock hegt den Verdacht, dass sein Attentäter womöglich durch Donatra beauftragt wurde, und lässt über Mittelsmänner die Föderationsführung darüber informieren. Bacco beauftragt daraufhin Sisko damit, auf Achernar Prime diesbezüglich Informationen zu sammeln. Sisko versteht Donatra so, dass sie sich keiner Schuld bewusst ist. Spock ist sich sicher, dass für die zahlreichen Demonstrationen, die von Bürgern in beiden romulanischen Staaten für die Wiedervereinigung beider Staaten abgehalten werden, insgeheim Tal Aura verantwortlich ist. Donatra begibt sich daraufhin auf eigenen Wunsch zu einem Gipfeltreffen mit Tal Aura auf Romulus. Jedoch lässt Tal Aura Donatra verhaften, weil sie für den Mordversuch an Spock verantwortlich sei. Während Donatra inhaftiert ist, begeht sie voller Verzweiflung Suizid. Der bislang von ihr geleitete imperiale romulanische Staat wird in Tal Auras romulanisches Sternenimperium integriert. Tal Aura, die ihren lange ersonnenen Geheimplan erfüllt sieht, lässt durch Sela den ihr missliebigen Leiter des Geheimdienstes Tal Shiar ermorden, woraufhin Sela neue Leiterin des Tal Shiar wird. Eines Tages findet man Tal Aura tot auf, gestorben an einer Virusinfektion. Diese wurde ihr insgeheim durch Alizome Tor Fel-A beigebracht, einer Spezialagentin des Tzenkethi-Autarchs Korzenten. Alizome hatte mit diesem und einem weiteren Mord sowie, indem sie sich als romulanische Handelsministerin ausgab, dafür gesorgt, dass die Romulanerin Kamemor neuer Praetor wird, über die sich Alizome sicher ist, dass sie – im Gegensatz zu Tal Aura – nicht die Kontrolle über den Typhon-Pakt anstrebt. Mit Alizomes Einsatz hat Korzenten seinen Wunsch erreicht, dass die beiden romulanischen Staaten geeint werden und somit die Gefahr gesenkt wird, dass der Typhon-Pakt durch einen möglichen Krieg zwischen beiden Staaten geschwächt wird.

### Zwietracht
Dieser Roman stammt von Dayton Ward und spielt 2382, ein Jahr nach Ende der Borg-Invasion. Er greift den Handlungsstrang um die Andorianer wieder auf, der zuletzt in der literarischen Fortsetzung von Deep Space Nine thematisiert worden war.
Der Föderationsplanet Andor wurde beim Angriff der Borg schwer getroffen. Ein Großteil der Regierungsmitglieder ist gestorben, neue Regierungschefin wurde die politisch unerfahrene und föderationsfreundliche Iravothra sh’Thalis. Das Problem, dass sich die Andorianer nicht genügend fortpflanzen, konnte trotz intensiver Forschung noch nicht gelöst werden und droht nach wie vor die Spezies aussterben zu lassen. Unter manchen Andorianern herrscht Unmut darüber, dass sich die Föderation nicht genügend um sie kümmert, und über die von der Föderation unterstützten Forschungen, bei denen einige andorianische Probanden starben. Es gibt Gruppierungen wie die Treishya, die die Bemühungen der Föderation, den Andorianern bei ihrem Fortpflanzungsproblem zu helfen, mit Argwohn betrachten und darin einen unberechtigten Eingriff in ihre kulturelle Identität sehen. Picard und die Enterprise-E werden durch Bacco zu einer diplomatischen Mission nach Andor entsandt, um die Hilfsbereitschaft der Föderation zu demonstrieren. Die Crew der Enterprise hilft bei Wiederaufbaumaßnahmen und bei den Sicherheitsvorkehrungen für eine vielbeachtete Konferenz, in der es um den Forschungsstand bzgl. des Fortpflanzungsproblems geht.
Unter der Leitung des Andorianers Eklanir th’Gahryn führt die Treishya nach Ankunft der Enterprise-Crew auf Andor verschiedene Anschläge und Angriffe durch, die ihm zur Sondierung der Sicherheitslage dienen. Dazu gehören ein Bombenanschlag auf das Konferenzgebäude und ein bewaffneter Angriff auf einen Höhlenkomplex, in dem sich gerade Picard aufhält. Nach den Angriffen weigert sich sh’Thalis, den Forderungen der Treishya stattzugeben und die Konferenz auf Picards Vorschlag hin auf die Enterprise zu verlegen. Nach Beginn der Konferenz stören bewaffnete Treishya-Mitglieder die Versammlung, trotz des Eingreifens der Sternenflottencrew sterben dabei vier Zivilisten.
Die andorianische Professorin zh’Thiin, die die Forschung zur Überwindung des Fortpflanzungsproblems leitet, plant im Wesentlichen eine Resequenzierung der andorianischen DNS. Für ihre Forschung hat sie, wie die Föderation erst jetzt durch die Tholianer erfährt, Hilfe aus einer anonymen Quelle angenommen, bei der es sich um die Tholianer handelt. Die Tholianer, die mit einem Raumschiff bei Andor erscheinen, enthüllen, dass sie der Professorin Informationen über das Meta-Genom der längst ausgestorbenen, mit den Tholianern verwandten Spezies Shedai zur Verfügung gestellt haben. Da die Informationen von der Föderation jahrelang streng geheim gehalten wurden, fühlt sich Bacco nun bloßgestellt und brüskiert.
Wenig später zwingt th’Gahryn die im Orbit von Andor wartende Enterprise dazu, sich von Andor zu entfernen. Dazu übernimmt er mit Hilfe einer heimlich in der Enterprise platzierten Schadsoftware die Kontrolle über ihren Hauptcomputer, wodurch die Zerstörung des Schiffes droht. Mit La Forges Hilfe und durch das heimliche Ersetzen des Betriebssystems der Enterprise kann die Crew aber die Kontrolle wieder zurück erlangen.
Picard, Crusher, Choudhury und andere Enterprise-Crew-Mitglieder, die das Parlamentsgebäude auf Andor schützen sollen, werden durch die Treishya als Geiseln genommen, können sich jedoch bald wieder befreien. Unter den Andorianern verstärkt sich die Abneigung ggü. der Föderation weiter, weil diese wesentliche Informationen zur Rettung der andorianischen Spezies vorenthalten hat. Sehr zu Baccos Bestürzung beschließt das andorianische Parlament die Absetzung von sh’Thalis und entscheidet das andorianische Volk mehrheitlich bei einer Wahl, dass Andor aus der Föderation austritt.

### Kampf
Dieser Kurzroman stammt von Christopher L. Bennett, erschien nur als E-Book und spielt im Jahr 2382.
Die Talarianer wollen nun auch dem erweiterten Khitomer-Abkommen beitreten und sich mit der Föderation gegen den Typhon-Pakt verbünden. Eine Föderationsdelegation unter Leitung von Picard verhandelt daher auf Talar mit der Regierung des Staatschefs Ronzel. Auf talarianischer Seite nehmen auch Picards alte Bekannte an den Verhandlungen teil, der Talarianer Endar und dessen menschlicher Adoptivsohn Jono. Auf Talar protestiert eine Gruppe Frauen, die sich vom Patriarchat emanzipieren wollen, gegen Ronzels Regierung. Im Rahmen eines ausgeklügelten Plans werden Crusher und Jono von talarianischen Frauen auf den Planeten entführt, auch um so die Sternenflotte zu vertreiben. Crusher überzeugt die Frauen davon, dass die Tzenkethi – entgegen der Hoffnung der Frauen – diesen nur deshalb helfen, um sie für den Aufbau einer dem Typhon-Pakt ggü. freundlich gesinnten talarianischen Marionettenregierung zu instrumentalisieren. Daraufhin beenden die Frauen die Geiselnahme.
Choudhury und Chen sind auf einer Geheimmission, um die Kinshaya infiltrieren, auszuspionieren und nach Möglichkeit die Bemühungen von deren säkularer, oppositioneller Splittergruppe „Devotionalisten“ zu unterstützen. Getarnt als romulanische Beobachter, wohnen die beiden einer Demonstration der Devotionalisten bei. Die Kinshaya-Sicherheitstruppen schlagen den Protest der Devotionalisten, die aus ihrer Sicht Häretiker sind, mit der Hilfe von bewaffneten Breen blutig nieder. Choudhury und Chen können die Devotionalisten nicht davon abhalten, sich ihren Feinden als stillen Protest erneut gegenüberzustellen. So kommt es, dass die Breen hunderte Demonstranten niedermetzeln. Als die Kinshaya aber merken, dass das Massaker live in den Medien übertragen wird, zwingen sie die Breen, ihre Waffen niederzulegen, um ihr eigenes Gesicht zu wahren.

### Heimsuchung
Dieser Roman stammt von David R. George III. Die erste Hälfte des Romans spielt zwischen April 2382 und Juni 2383, wobei auch Ereignisse aus den vorangegangenen Romanen der Typhon-Pact-Miniserie aus anderen Perspektiven erzählt werden. Die zweite Romanhälfte spielt im August 2383.
Der Diebstahl der Konstruktionspläne für den Slipstream-Antrieb aus Föderationsbesitz wurde insgeheim durch die neue Tal-Shiar-Vorsitzende Sela in Kooperation mit dem Breen-Geheimdienst durchgeführt. Sela verschleierte ihre Rolle bei dieser Aktion, indem sie die Verantwortung dafür zwei mittlerweile Verstorbenen angehängt hat, und zwar ihrem Amtsvorgänger Rehaek und Tal Aura, Amtsvorgängerin von Kamemor, die einen friedlichen und multikulturalistischen Kurs verfolgt und Sela ein Dorn im Auge ist. Ein Breen-Mitarbeiter konnte die Konstruktionspläne retten, bevor Bashir das prototypische Slipstream-Raumschiff und die Werft zerstörte. Jedoch wurden die Daten dabei beschädigt. Breen-Ingenieur Trok braucht für die Entwicklung eines selbst baubaren und langfristig multikompatiblen Slipstream-Antriebs für den Typhon-Pakt eine bestimmte Ausrüstung. Dabei handelt es sich um zwei Bestandteile, die standardmäßig in Jem’Hadar-Raumschiffen enthalten sind. Indes kolonisiert die Föderation an der Grenze zum Tzenkethi-Gebiet drei Planeten mit Flüchtlingen. Die Tzenkethi-Koalition ist damit nicht zufrieden und sieht darin einen zu expansionistischen Kurs der Föderation.
Wegen des Diebstahls der Slipstream-Pläne und des Austritts Andors aus der Föderation sieht Föderationspräsidentin Bacco die Rolle der Föderation geschwächt bzw. mit Blick auf eine mögliche kriegerische Auseinandersetzung mit dem Typhon-Pakt in Gefahr. Deshalb weitet sie das Khitomer-Abkommen aus, das die Föderation einst mit dem Klingonischen Reich geschlossen hatte. Nach Ferenginar tritt dem Abkommen nun auch die Cardassianische Union bei. Auf Baccos Betreiben hin werden Handelsabkommen zwischen den Machtblöcken abgeschlossen. Sie erreicht zudem, dass zivile Raumschiffe beider Machtblöcke in das vom jeweils anderen Machtblock beanspruchte Weltraumgebiet reisen dürfen. So dürfen die Khitomer-Mitglieder in die Typhon-Ausdehnung reisen und die Typhon-Pakt-Mitglieder das bajoranische Wurmloch passieren. Im Rahmen dieser Vereinbarung brechen die Enterprise-E und das romulanische Raumschiff Eletrix zu einer gemeinsamen Forschungsmission in den Gamma-Quadranten auf. Gleichzeitig zu dieser Mission nutzt der Breen-Geheimdienst die veränderte Situation aus und fliegt – unter Verschleierung der wahren Flugmission – mit dem Frachtraumschiff Ren Fejin, auf dem auch Trok ist, in Richtung Dominion-Gebiet, um die benötigten Bauteile zu stehlen. Da sich die Teile als für den Transport auf der Ren Fejin zu groß erweisen, ruft die Crew unter Rückgriff auf einen Ersatzplan die Eletrix zu Hilfe, die von der mit Sela kooperierenden T’Jul kommandiert wird. Die Eletrix inszeniert daraufhin zum Schein für die Enterprise ihren Absturz auf einem Mond, befreit die Ren-Fejin-Crew aus der Gewalt des Dominion, in die sie zwischenzeitlich geraten ist, und fliegt mit den gestohlenen Teilen in Richtung Wurmloch. Durch Sabotage des Kommunikationsrelais, das sich am Gamma-Ende des Wurmlochs befindet und Deep Space Nine zur Kommunikation mit Raumschiffen im Gamma-Quadranten dient, erreicht T’Jul, dass die Enterprise die Föderation nicht informieren kann.
Unterdessen ist die von Ben Sisko kommandierte Robinson seit Monaten auf einer Forschungsmission ebenfalls im Gamma-Quadranten unterwegs. Nachdem Sisko von Picard erfahren hat, dass auch die Enterprise nicht mehr mit DS9 kommunizieren kann, lässt Sisko die Robinson in Richtung Wurmloch fliegen. Unterdessen wurden nahe dem Stationskern von DS9 zwei Sprengsätze andorianischer Bauart entdeckt, die kaum entfernt werden können. Captain Ro lässt deshalb umgehend die Tausenden Stationsbewohner evakuieren, wofür auch Kassidy Yates’ Raumschiff Xhosa genutzt wird. Dabei greifen je ein Breen- und Tzenkethi-Raumschiff an. Als die Robinson das Wurmloch verlässt, sieht Sisko erst die Xhosa und dann DS9 explodieren.

### Schatten
Dieser Roman stammt von David R. George III., schließt direkt an den Roman Heimsuchung an und spielt hauptsächlich 2383.
Die Eletrix kehrt getarnt in den Alpha-Quadranten zurück. Entsprechend T'Juls Plan, der ihr über den mit Sela kollaborierenden Tomalak aufgetragen worden war, hätte die Eletrix unbemerkt von DS9 in romulanisches Territorium zurückkehren sollen. Der Plan sah weiterhin vor, dass je ein getarnt wartendes Raumschiff der Breen und der Tzenkethi sowie die Bomben auf DS9 dazu dienten, der Eletrix die sichere Rückkehr in den Alpha-Quadranten zu ermöglichen. Unplanmäßig sind die Bomben auf DS9 explodiert und ist die Eletrix von der Defiant nach der Passage des Wurmlochs enttarnt worden. Um die Schmach über das Scheitern ihrer Mission zu vermeiden, lässt T'Jul die Eletrix absichtlich zerstören und sich dabei töten, womit sie sich zum Sündenbock für Sela und Tomalak macht. Die ohne Fracht fliegende Ren Fejin wird von der Sternenflotte aufgebracht, der darauf befindliche Tomalak kommt in Föderationsgewahrsam.
DS9 wird durch etliche Explosionen vernichtet. Etwas mehr als 1000 Personen sterben dabei. Über 80 Prozent der Zivilisten von DS9 konnte rechtzeitig auf Raumschiffe bzw. nach Bajor evakuiert werden, die restlichen Zivilisten kommen zu Tode. Unter den Besatzungsmitgliedern ist der Anteil der Toten mit etwa drei Vierteln deutlich größer. Die Robinson wird schwer beschädigt, dort sterben über 30 Personen. Kassidy überlebt. Die übrig gebliebene DS9-Crew beginnt, auf Bajor ersatzweise eine alte Operationszentrale zu nutzen, die „Bajoranische Raumzentrale“ heißt. Dabei helfen auch Miles O’Brien, der nach dem Tod der DS9-Chefingenieurin Chao erneut Chefingenieur wird, und Nog.
Der Cardassianer Denison Morad ist, wie auch einige seiner Volksgenossen, mit dem Beitritt Cardassias zur Khitomer-Allianz nicht einverstanden, und gehört der cardassianisch-fundamentalistischen Gruppe „Wahrer Weg“ an, die ein Cardassia anstrebt, so wie es vor dem Ende von Cardassias Besatzung über Bajor der Fall war. Auch um dieses Ziel zu erreichen, unterstützt Morad, ebenso wie Sela, das Team um die Tzenkethi-Wissenschaftlerin Nelzik Tek Lom-A materiell bei ihrer Arbeit zur Entwicklung eines künstlichen Wurmlochs. Dieses beginnt im cardassianisch-bajoranischen Grenzraum und endet direkt im bajoranischen Wurmloch.
Sela belügt Kamemor weiterhin und verheimlicht ihr jegliche Beteiligung an der Zerstörung von DS9. Indes wächst Kamemors Verdacht, dass Sela und ihre Vertrauten für die Gewalttat verantwortlich sind – nicht zuletzt, als der romulanische Warbird Vetruvis als vermisst gemeldet wird. Im Rahmen einer streng geheimen Mission begibt sich Kamemor zur Erde und beteuert ggü. Bacco ihre Unschuld. Indem Kamemor Tomalak erpresst, erfahren sie und Bacco vom Plan Selas, den Breen beim Bau eines Slipstream-Antriebs zu helfen.
Die Vetruvis fliegt insgeheim durch das künstliche Wurmloch in das bajoranische Wurmloch und so in den Gamma-Quadranten. Von einem weiteren Dominion-Planeten stiehlt die Vetruvis erneut die Bauteile, die die Breen zum Bau eines multikompatiblen Slipstream-Antriebs brauchen, und fliegt auf gleichem Weg zurück. Als die Vetruvis im bajoranischen Wurmloch ist, versuchen sowohl Sisko mit der Defiant als auch Odo, den Rückflug der Vetruvis in das künstliche Wurmloch zu verhindern. Als die Defiant damit zu scheitern droht, rammt Kira Nerys die Vetruvis mit einem Runabout. Dabei werden das künstliche Wurmloch, die Vetruvis und Nelziks Forschungslabor vernichtet, das bajoranische Wurmloch kollabiert, Kira verschwindet.
Nachdem Prynn Tenmei die künstliche Beatmung ihres Vaters hat beenden lassen, stirbt Vaughn. Sisko erfährt von den Propheten, dass sie alle Aufgaben, die sie ihm je gestellt haben, als erfüllt ansehen. Daraufhin kehrt Sisko nach Bajor zurück, um mit Kassidy zu leben. Unterdessen ist Sela auf Kamemors Veranlassung als Tal’Shiar-Vorsitzende durch Tesitera Levat ersetzt worden. Kamemor bestraft die inhaftierte Sela, indem sie sie vergiftet. Unterdessen hat der Sternenflottensicherheitsdienst den Andorianer Th’Shant als Bombenleger verhaftet. Er handelte auch aus Vergeltung für die unterlassene Hilfeleistung der Föderation ggü. dem andorianischen Volk. Im September 2384 baut die Sternenflotte in Bajors Nähe eine neue DS9-Station.

### Risiko
Dieser Roman stammt von Una McCormack und spielt im Jahr 2383.
Die Cardassianerin Neta Efheny spioniert in Tzenkethi-Gestalt unter dem Namen Mayazan Ret Ata-E im Tzenkethi-Außenministerium auf Ab-Tzenketh. Dort trifft sie zufällig auf einen menschlichen, ebenfalls getarnten Spion der Föderation, der unter dem Namen Hertome Ter Ata-C arbeitet. Hertome ist in Kontakt zu dem jungen Tzenkethi-Mädchen Corazame gekommen. Als sich Mayazans mehrjähriger Spionageaufenthalt dem Ende neigt und sie insgeheim zu ihrem Abholort aufbricht, wollen Hertome und Corazame sie begleiten.
Unterdessen lässt sich die bislang unabhängige Spezies namens Venette-Versammlung durch die Tzenkethi vor dem Konflikt zwischen dem Khitomer-Machtblock und dem Typhon-Pakt schützen. Dazu vermietet sie den Tzenkethi drei Raumstationen, die sich dicht an der Grenze zu Föderation, Ferengi und Cardassianern befinden, offiziell für Lager- und Reparaturzwecke. Die drei Khitomer-Mächte sehen sich durch mögliche Waffenstationierung der Tzenkethi auf diesen Stationen gefährdet. Picard und Crusher gehören mit zu dem diplomatischen Team aus Föderation, Ferengi und Cardassianern, das bei einem Besuch auf Venette die veränderte Lage besprechen will. Detrek, die Anführerin der cardassianischen Delegation, bestreitet ganz offen die friedliche Absicht der Venetaner und ist sich sicher, dass die Tzenkethi auf den Stationen Waffen für einen Angriff bereithalten wollen. Um genau dies herauszufinden, sind drei Raumschiffe der drei genannten Khitomer-Mächte unterwegs zu den drei Raumstationen. Dazu gehört auch die Aventine, auf der Dax’ alter Freund Peter Alden, der im Sternenflottengeheimdienst arbeitet, als Berater für die Mission tätig ist. Im Gegensatz zu Dax ist er sich sicher, dass die Tzenkethi die Stationen zum Aufrüsten gegen die Khitomer-Mächte nutzen wollen. Beim Untersuchen der Station V4 beteuern die Venetaner, keine Kriegstreiber zu sein. Das Außenteam findet keine Beweise für Waffen, jedoch eine hohe Konzentration eines Lösungsmittels, das zur Stabilisierung einer biowaffenfähigen Substanz genutzt werden kann. Als sich mehrere Tzenkethi-Frachtraumschiffe den Stationen nähern, verlässt die cardassianische Delegation empört die Verhandlungen. Die Sternflotte blockiert den Weg der Tzenkethi-Raumschiffe zu den Stationen. Unterdessen fliegt die Aventine, getarnt als Tzenkethi-Raumschiff, nach Ab-Tzenketh, um im Auftrag der Cardassianer die cardassianische Spionin Efheny zurückzuholen. Kurz vor Efhenys geplanter Abreise vom Planeten bemerkt Hertome, dass Mayazan ihn und Corazame gar nicht mitnehmen will. Beim dadurch ausgelösten Streit kommt Hertome zu Tode. In Sorge um Corazame überreicht Efheny ihr ihren Transponder-Chip, sodass statt Efheny nun Corazame auf die Aventine gebeamt wird. Statt Corazame kommt dadurch Mayazan in eine Tzenkethi-Umerziehungsanstalt.
Schließlich offenbart Akaar ggü. Picard, dass die Verdächtigungen der Föderation, denen zufolge die Venetaner den Tzenkethi beim Aufrüsten helfen, nur Vorwand waren, um das Bündnis der Föderation mit den Cardassianern zu wahren.